# میشل استروگف
میشل استروگف (به فرانسوی: Michel Strogoff) نام رمانی است که توسط ژول ورن، نویسندهٔ اهل فرانسه، نوشته شده‌ است. قهرمان داستان یک افسر روسی است.

## شرح داستان

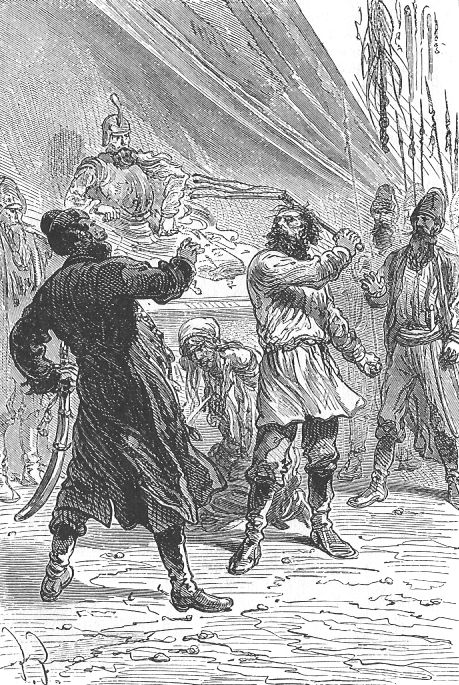
میشل استروگف اثر ژول فِرا (Jules Férat) – تصویر شماره ۵۹

میشل استروگف، قهرمان رمان، که فرمانده ارتباطات تزار است، مأمور می‌شود که پیام مهمی را به شهر دور افتاده ایرکوتسک در سیبری شرقی برساند؛ که برادر تزار برای بازرسی به آنجا رفته‌است. بر اثر تحریکات شخصی به نام ایوان اوگارف، افسر سابق گارد امپراتور که خلع درجه شده و در صدد انتقام‌جویی است، قبایل تاتار شورش کرده و پادگان ایرکوتسک را در معرض تهدید قرار داده‌اند. حوادث غیرعادی و فراز و نشیبهایی که میشل استروگف طی این سفر از میان دشتهای پهناور سیبری و در راه مبارزه با اوگارف با آنها مواجه می‌شود، موضوع صحنه‌های هیجان‌انگیز قرار می‌گیرد؛ از جمله صحنه‌ای که در آن قهرمان رمان به چنگ ایوان می‌افتد و چشمهایش را میل می‌کشند تا کور کنند ولی او خوشبختانه بینایی خود را حفظ می‌کند، و نیز صحنه پایان کار ایوان که برای پیشبرد نقشه‌هایش خود را پیک تزار جا می‌زند. سرتاسر ماجرا زیر سیطره شخصیت میشل، مظهر شجاعت و تهور و فداکاری مطلق قرار دارد. چیره‌دستی داهیانه داستان‌پردازان، تا پایان خوش ماجرا، خواننده را در اوج هیجان نگه می‌دارد و در عین حال، توصیف قدرتمندانه محیط نیمه وحشی دشتهای سیبری بر جذبه رمان می‌افزاید. ژول ورن با همکاری دنری نمایشنامه‌ای از این رمان تهیه کرد که در ۱۸۸۰ بر صحنه آمد.